# Lujo Brentano
Ludwig Joseph "Lujo" Brentano (født 18. december 1844 i Aschaffenburg, Bayern, død 9. september 1931 i München) var en tysk socialøkonom.
Efter en for hans udvikling og studier betydningsfuld rejse til England, hvor han satte sig ind i den moderne fagforeningsbevægelse og dens historie, udgav han værket Die Arbeitergilden der Gegenwart og blev i 1872 professor, foreløbig i Breslau.
Brentano arbejdede i Strassburg, Wien, Leipzig og i årene 1891–1916 i München. Brentano blev i december 1918 bayersk folkekommissær for handel og industri, men forlod snart denne post. 
Af hans talrige skrifter kan der blandt andet nævnes: 
- Ueber das Verhältniss von Arbeitslohn und Arbeitszeit zur Arbeitsleistung (1875, 2., gennemgribende omarbejdede udgave 1893; dansk oversættelse ved Arnold Fraenkel, 1894)
- Das Arbeitsverhältniss gemäss dem heutigen Reent (1877)[2]
- Die Arbeiterversicherung (1879)
- Die Christlich-soziale Bewegung in England (1883)
- Ueber die Ursachen der heutigen sozialen Not (1889)

Fra 1890-årenes slutning vender han sig med fynd mod den agrar-protektionistiske toldpolitik og den stedse mere fordringsfulde etatisme i Tyskland. Dette kan ses i hans efterfølgende værker:
- Die Agrarpolitik (1897)
- Reaktion oder Reform? (1899)
- Das Freihandelsargument (1900)
- Die Schrecken des überwiegenden Industriestaates (1901)
- Die deutschen Getreidezölle (1911).

Af hans Gesammelte Aufsätze blev kun bind I, Erbrechtspolitik - Alte und neue Feudalität (1899) udgivet. 
Brentano redigerede fra 1893 to meget omfangs- og indholdsrige samlinger af samfundsvidenskabelige skrifter: sammen med Walter Lotz (Stuttgart) Münchener volkswirtschaftliche Studien og sammen med Emanuel Leser (Leipzig) Sammlung alterer und neuerer staatswissenschaftlichen Schriften des In- und Auslandes, der begge fremdeles udkommer. 
Brentano står som en af samtidens betydeligste ledende personligheder i tysk økonomisk videnskab. I klar og åndfuld fremstilling giver hans lærde, men letlæste skrifter stedse dybt tænkte og rammende bidrag til belysningen af de behandlede emner. Han karakteriseres ofte som "katedersocialist", men tilhører nærmest den historisk-etiske retning i socialøkonomien og anvender med udpræget sans for de reale kendsgerninger dens argumentation, bygget på historie, statistik, psykologi og virkelighedsiagttagelse.